# George Braith
George Braithwaite, dit George Braith, est un saxophoniste de jazz américain né le 27 juin 1939 à New York.

## Biographie

### Jeunesse et débuts
Fils d’un pasteur de la Pentecostal Church originaire des Antilles (West Indies), Georges Braith apprend tôt la musique pour jouer dans l'orchestre de l'église. À dix ans, George Braith dirige son propre combo, un orchestre de calypso où il joue de la " flûte de poche " (?). Plus sérieusement, il joue du saxophone baryton, du saxophone alto, puis de la clarinette, avant de se consacrer pour un temps essentiellement au saxophone ténor. En 1957, il entame sa vrai carrière professionnelle. Dès 1961, il s'initie à l'utilisation simultanée de plusieurs saxophones dont le " stritch ", une sorte de saxo alto « droit » (un modèle un peu différent de celui utilisé par Roland Kirk). Il utilise cette technique pour exposer les thèmes mais aussi parfois pour ses improvisations.

### Carrière
En 1963, il enregistre son premier disque en « organ combo »  pour le label Blue Note avec Grant Green à la guitare. Deux autres albums suivent. Il se lie d'amitié avec John Coltrane, avec qui il joue à plusieurs occasions. Braith raconte que ce dernier lui a même proposé d'écrire la préface de sa méthode How to play two horns at once. Braith joue un temps avec Sonny Rollins. Vers 1965, il ouvre à New York un jazz club-restaurant, Musart, véritable centre de rencontres musicales où l'on voit passer les grands noms du free jazz, mais aussi des artistes plus « classiques » tels les poulains de chez Blue Note. Il crée aussi son pour label de disques pour lesquels enregistrent les habitués de la maison.
Fin des années 60, les affaires périclitent : Musart doit fermer ses portes et notre homme doit s'expatrier en Europe et disparaît peu à peu du paysage musical. Aujourd'hui, il tient un nouveau club à New York. Il pratique surtout le "Braithophone" ou "Doublehorn", un instrument hybride réunissant deux saxophones doté d'un système de clés " ergonomique " (cf. premier lien). Oublié du grand public, il se produit actuellement essentiellement avec the Braith Family Singers (3 générations de Braith dans le même groupe). Actuellement, il vend sur internet ses disques "auto-produits" : la réalisation en est pour le moins « artisanale » mais le contenu musical assez stimulant.

## Discographie

### En tant que leader
- 1963: Two Souls in One (Blue Note)
- 1963: Soulstream (Blue Note)
- 1964: Extension (Blue Note)
- 1966: Laughing Soul (Prestige)
- 1967: Musart (Prestige)
- 1992: Double Your Pleasure (King)
- By the Sea (Excellence)
- Through The Years (Excellence)
- Turn of the Century (Excellence)
- George Braith & Friends Vol 1 (Excellence)
- George Braith & Friends Vol 2 (Excellence)
- Doubling Your Pleasure (Excellence)
- Boptronics (Excellence)
- Live in Barcelona (Excellence)
- Barcelona Blues (Excellence)
- Bip Bop Bam (Excellence)
- Bop Rock Blues (Excellence)

### Compilations
- The Complete Blue Note Sessions (compiles first three albums)

### En tant que sideman
Avec John Patton
- Blue John (1963, Blue Note)
- Eagle Eye Blues (2001, Excellence)